# 哥斯达黎加—巴拉圭關係
哥斯达黎加－巴拉圭关系（西班牙語：Relaciones Costa Rica-Paraguay）是指巴拉圭和哥斯达黎加之间的双边关系。
历史上，两国均曾经隶属于西班牙帝国的殖民地新西班牙總督轄區，直到两国相继于1811年、1821年独立，现今，这两个国家都是拉美和加勒比国家共同体、美洲国家组织、伊比利亚－美洲国家组织、77國集團和联合国的成员国。
近现代的外交关系可以追溯至1883年，两国于同年建交，巴拉圭在建交当年即派遣曼努埃尔·莫拉（Manuel Argüello Mora）为首任驻圣何塞领事，而哥斯达黎加则在1955年开始向巴拉圭派遣常任外交代表。期间亦曾一度关闭大使馆，惟不久后又恢复运作。此后两国关系良好发展。